# Shake, Rattle and Rock!
Pour le film de 1956, voir Vive le rock (film).
Série Rebel Highway
Girls in Prison
(1994) Dragstrip Girl
(1994)
Pour plus de détails, voir Fiche technique et Distribution.
Shake, Rattle and Rock! est un téléfilm américain réalisé par Allan Arkush, diffusé en 1994.
Ce téléfilm fait partie de Rebel Highway, une anthologie rendant hommage aux films de « séries B » des années 1950 produits par American International Pictures et souvent diffusés en double programme et/ou dans des drive-in. Ces nouvelles versions mettent en scène de jeunes acteurs « en vogue » des années 1990.

## Synopsis
Dans les années 1950, Susan et Cookie, deux jeunes filles, montent un groupe de rock. Leur ami Tony ouvre alors une discothèque en ville. Les jeunes du quartier peuvent y venir, sans s'attirer d'ennuis, et y écouter du bon Rock 'n' roll joué par des groupes comme les Sirens. Mais l'établissement est vite pris pour cible par des voisins, hostiles à cette nouvelle musique endiablée. La discothèque est menacée de fermeture.

## Fiche technique
Sauf indication contraire, les informations mentionnées dans cette section peuvent être confirmées par la base de données cinématographiques IMDb,  présente dans la section « Liens externes ».
- Titre original : Shake, Rattle and Rock!
- Réalisation : Allan Arkush
- Scénario : Trish Soodik
- Musique : Joseph L. Altruda
- Montage : Mark Helfrich
- Décors : Deborah Raymond et Dorian Vernacchio
- Costumes : Susan L. Bertram
- Photographie : Jean de Segonzac
- Production : Lou Arkoff, David Giler, Debra Hill, Willie Kutner

Producteur associé : Amy Grauman Danziger
Coproducteur : Llewellyn Wells
- Société de production : Spelling Films International
- Distribution : Showtime (TV), Walt Disney Home Entertainment / Dimension Films (DVD)
- Durée : 83 minutes
- Pays d'origine :  États-Unis
- Budget : 1,3 million de dollars[2]
- Langue originale : anglais
- Format : couleur - 4/3 - 35 mm - son stéréo
- Genre : drame musical
- Dates de sortie :

 États-Unis : 26 août 1994 (1re diffusion sur Showtime)

## Distribution
- Renée Zellweger : Susan
- Howie Mandel : Danny Klay
- Patricia Childress : Cookie
- Max Perlich : Tony
- Latanyia Baldwin : Sireena
- Necia Bray, Josina Elder et Wendi Williams : les Sirens
- Gerrit Graham : Lipsky
- John Doe : Lucky
- Nora Dunn : Margo
- Mary Woronov : E. Joyce Togar
- Dey Young : Kate Rambeau Sr.
- P. J. Soles : Evelyn Randall
- Ruth Brown : Ella
- Stephen Furst : Frank
- Dick Miller : l'officier Paisley
- William Schallert : le juge Boone
- Paul Anka : M. Lagrance
- Dominic Keating : Marc (non crédité)

## Production
Lou Arkoff (en) (fils de Samuel Z. Arkoff) et Debra Hill lancent la série de téléfilms Rebel Highway. Ils invitent plusieurs réalisateurs confirmés comme William Friedkin, Joe Dante, Uli Edel, ou encore John Milius. Chacun doit choisir un titre parmi les anciens films produits par Samuel Z. Arkoff via American International Pictures. Chaque réalisateur ou réalisatrice peut ensuite engager les scénaristes de leur choix, créer l'histoire de leur choix (similaire ou non à celle du film original). Chaque cinéaste peut également choisir son directeur de la photographie, son monteur et dispose du final cut.
Chaque téléfilm dispose d'un budget de 1,3 million de dollars et de seulement douze jours de tournage. Les actrices et acteurs choisies doivent être des personnalités en pleine ascension.
Shake, Rattle and Rock! tient son titre du film du même nom d'Edward L. Cahn sorti en 1956, sous le titre de  Vive le rock en France. L'intrigue est elle aussi très semblable. Et ces films contiennent tous deux la chanson Ain't That a Shame de Fats Domino, qui joue d'ailleurs son propre rôle dans le premier.

## Chansons présentes dans le téléfilm
- The Girl Can't Help It – Little Richard
- Ain't That a Shame – Fats Domino
- C'mon Everybody – Eddie Cochran
- Blue Moon – For Real (en)
- Do You Wanna Dance? – For Real
- She Put the Bomp – For Real
- Look In My Eyes – For Real
- All Around the World – For Real & Julianna Raye
- Every Night – The Robins
- Since I First Met You – The Robins
- Lonely Teenager – Julianna Raye
- You Oughta Know Me Better – Julianna Raye

## Accueil
Sur l'agrégateur américain Rotten Tomatoes, il récolte 52% d'avis favorables des spectateurs.

## Les téléfilmsRebel Highway
1. Roadracers de Robert Rodriguez, avec David Arquette et Salma Hayek (22 juillet 1994)
2. Confessions d'une rebelle (Confessions of a Sorority Girl) d'Uli Edel, avec Jamie Luner et Alyssa Milano (29 juillet 1994)
3. Motorcycle Gang de John Milius, avec Gerald McRaney et Jake Busey (9 août 1994)
4. Runaway Daughters de Joe Dante, avec Julie Bowen et Paul Rudd (12 août 1994)
5. Girls in Prison de John McNaughton, avec Anne Heche et Ione Skye (19 août 1994)
6. Shake, Rattle and Rock! d'Allan Arkush, avec Renée Zellweger et Howie Mandel (26 août 1994)
7. Dragstrip Girl de Mary Lambert, avec Mark Dacascos et Natasha Gregson Wagner (2 septembre 1994)
8. Vilaines Filles et Mauvais Garçons (Jailbreakers) de William Friedkin, avec Antonio Sabato Jr. et Shannen Doherty (9 septembre 1994)
9. Cool and the Crazy de Ralph Bakshi, avec Jared Leto et Alicia Silverstone (16 septembre 1994)
10. Reform School Girl de Jonathan Kaplan, avec Aimee Graham et Matt LeBlanc (23 septembre 1994)